# Azoture de triméthylsilyle
L'azoture de triméthylsilyle de formule semi-développée (CH3)3SiN3 est un composé organique utilisé comme réactif en synthèse organique.

## Préparation
L'azoture de triméthylsilyle est disponible commercialement. Il peut être préparé par réaction du chlorure de triméthylsilyle et d'azoture de sodium:
TMSCl + NaN3 → TMS-N3 + NaCl (TMS = (CH3)3Si)

## Usage
L'azoture de triméthylsilyle remplace avantageusement, du point de vue de la sécurité, l'azoture d'hydrogène (HN3) dans beaucoup de réactions. Cependant, sur le long terme, il peut s'hydrolyser en azoture d'hydrogène et, par conséquent, il doit être stocké en milieu strictement anhydre.
Par exemple, il a été utilisé dans la synthèse totale de l'oseltamivir.